# Lennart Betzgen
Lennart Betzgen (* 20. Februar 1996 in Berlin) ist ein deutscher Schauspieler, Sprecher und Model.

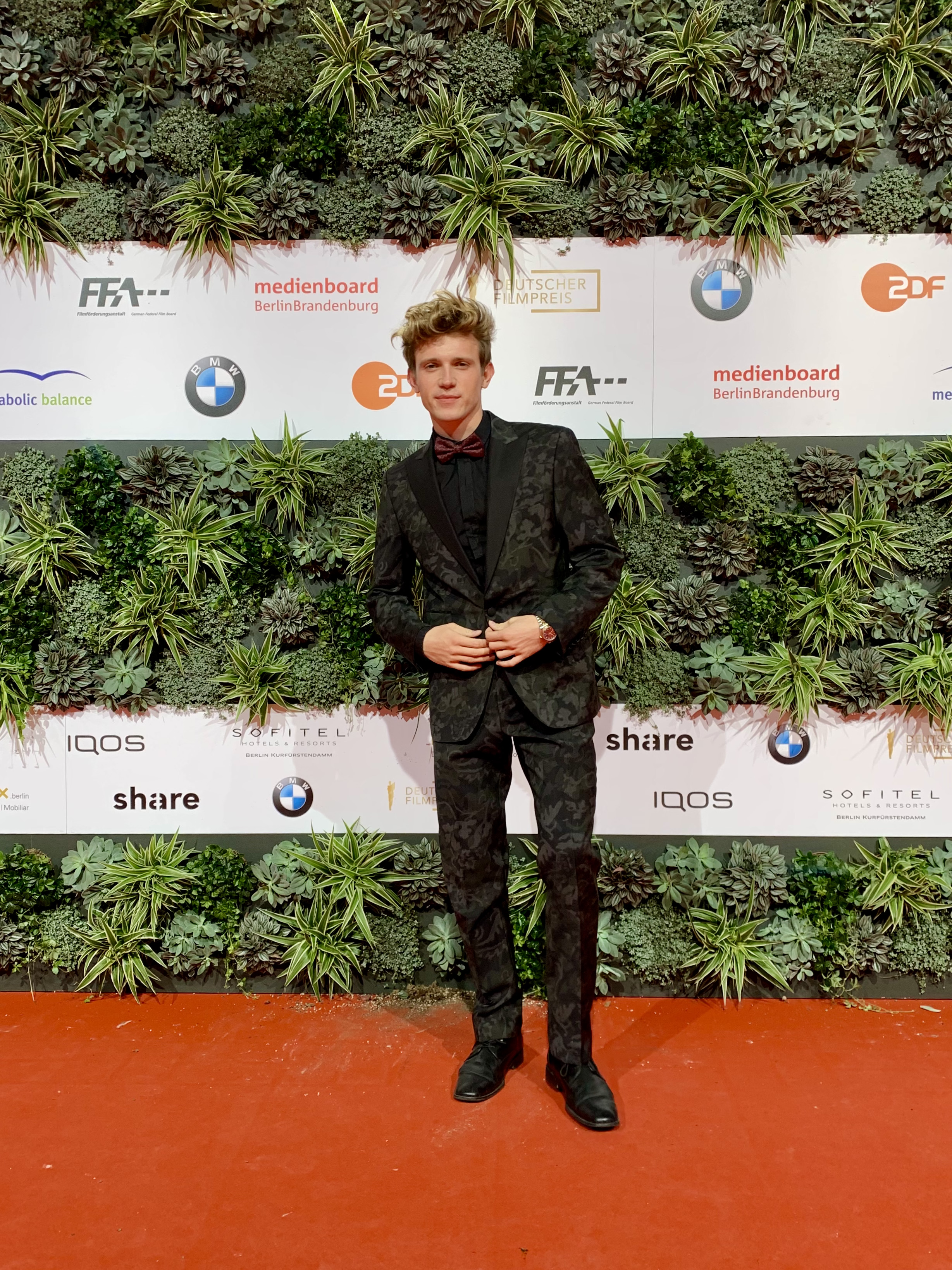
Lennart Betzgen beim Deutschen Filmpreis 2019

## Leben
Nach einigen Werbeaufnahmen hatte Betzgen im Jahr 2000 seine erste Rolle als Paulchen in der Serie Für alle Fälle Stefanie. Es folgten diverse  Film- und Fernsehproduktionen. Sein Kinodebüt gab er in dem historischen Streifen Die Entdeckung der Currywurst (2008) nach der gleichnamigen Novelle von Uwe Timm. Später war er in den preisgekrönten Kinofilmen Bis aufs Blut – Brüder auf Bewährung (2010) und Der ganz große Traum (2011) zu sehen. 2013 erfolgte ein sechsmonatiger Aufenthalt in den USA. Im 2024 erschienenen Drama "Prodigieuses" ist Lennart Betzgen das erste Mal in französischer Sprache im Kino zu erleben.
Seit 2014 steht Betzgen als ständige Besetzung für die ARD-Serie Tierärztin Dr. Mertens vor der Kamera. 2015 machte er sein Abitur und erlangte anschließend an der Universität den akademischen Grad Master of Science.
Auf der Kinoleinwand war er in der Komödie Verrückt nach Fixi (2016) und Kadelbachs So viel Zeit (2018). In der Serie Der Lehrer übernahm er 2017 eine durchgehende Rolle im G-Kurs.
Von November 2020 bis Januar 2021 war er als Hauptdarsteller der ersten Staffel der Drama-Serie Verbotene Liebe – Next Generation als Paul Verhoven auf der Streaming-Plattform TVNOW zu sehen. Im 2020 erschienenen Fernsehfilm Katie Fforde – Emmas Geheimnis porträtiert er einen jungen Pianisten und spielte selbst am Klavier.
Neben der Schauspielerei ist Lennart Betzgen als Sprecher in der Werbung und als Model tätig.

## Filmografie (Auswahl)

### Kino
- 2008: Die Entdeckung der Currywurst
- 2008: Perfect Hideout
- 2010: Bis aufs Blut – Brüder auf Bewährung
- 2011: Der ganz große Traum
- 2012: Auf Anfang (Kurzfilm)
- 2013: Nicht den Boden berühren (Kurzfilm)
- 2013: Tipp Tapp (Kurzfilm)
- 2016: Verrückt nach Fixi
- 2018: So viel Zeit
- 2024: Prodigieuses

### Fernsehen
- 2000: Für alle Fälle Stefanie – Bis aufs Blut
- 2003: Streit um drei – Hand in der Falle
- 2004: Ein krasser Deal (Fernsehfilm)
- 2004: Dr. Sommerfeld – Neues vom Bülowbogen – Adieu Berlin!
- 2005: Der Bernsteinfischer (Fernsehfilm)
- 2005: Tessa – Leben für die Liebe (Folge 1)
- 2006: Freundinnen fürs Leben (Fernsehfilm)
- 2008: Unser Charly – Schimpanse mit Herz
- 2009: SOKO Leipzig – Klarer Kopf
- 2013: Polizeiruf 110 – Vor aller Augen (Fernsehreihe)
- 2013: Mord in den Dünen (Fernsehfilm)
- 2014: Elly Beinhorn – Alleinflug (Fernsehfilm)
- 2014: In aller Freundschaft – Auf dünnem Eis
- 2015: Kommissarin Heller: Querschläger(Fernsehreihe)
- 2015: SOKO Wismar – Glück und Glas
- 2015: In Your Dreams 2
- 2016: Der Alte – Die Angst danach
- seit 2016: Tierärztin Dr. Mertens (Fernsehserie)
- 2017: Notruf Hafenkante – Versager
- 2018: Der Lehrer – Staffel 6 (Fernsehserie)
- 2018: Ku’damm 59
- 2018: Tatverdacht – Team Frankfurt ermittelt – Verfolgt
- 2019: Der Kriminalist – Unsterblich
- 2019: Bettys Diagnose – Alles nur aus Liebe
- 2020: Der Bergdoktor – Winterspecial: Die dunkle Seite des Lichts (Fernsehfilm)
- 2020: Familie Dr. Kleist – Große Entscheidungen
- 2020: Notruf Hafenkante – Gegen alle Regeln
- 2020: SOKO Wismar – (90 Minuten Special) Nach der Ebbe kommt der Tod (Fernsehfilm)
- 2020–2021: Verbotene Liebe – Next Generation (Staffel 1 mit 10 Folgen)
- 2020: Katie Fforde – Emmas Geheimnis (Fernsehreihe)
- 2021: Magda macht das schon! – Partyspion (Fernsehserie)
- 2021: Dr. Ballouz – Workaholic
- 2022: Letzte Spur Berlin – Fremdes Herz (Fernsehserie)
- 2022: SOKO Leipzig – Zwischen den Zeilen
- 2022: Blutige Anfänger – Meine Freundin Ana (Fernsehserie)
- 2023: Morden im Norden – Nur eine Dummheit
- 2023: Joachim Vernau – Düstersee (Fernsehreihe)
- 2023: Das Quartett: Mörderischer Pakt
- 2024: Jenseits der Spree – Aus dem Takt
- 2025: SOKO Wismar – Altlasten